# فیلیپو فراکارو
فیلیپو فراکارو (انگلیسی: Filippo Fracaro؛ زادهٔ ۱۱ مارس ۱۹۹۲) بازیکن فوتبال اهل ایتالیا است.
از باشگاه‌هایی که در آن بازی کرده‌است می‌توان به باشگاه فوتبال کیه‌وو ورونا و باشگاه فوتبال اینتر میلان اشاره کرد.